# Disparo de bigorna

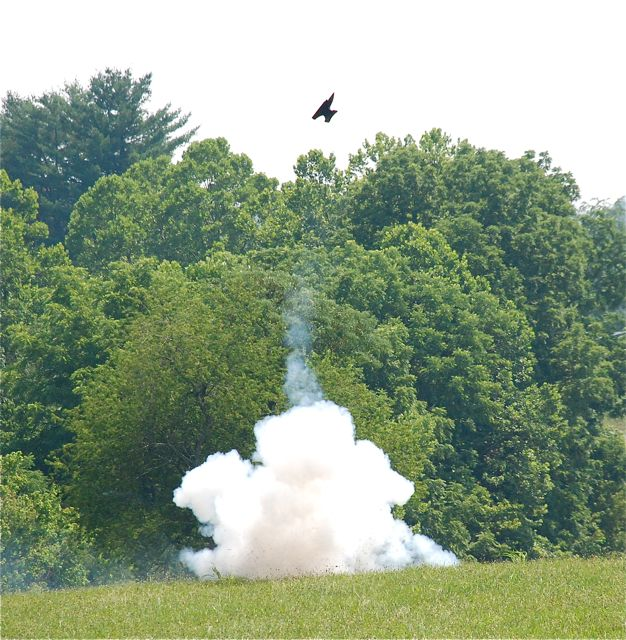
Bigorna sendo disparada

Disparo de bigorna (também conhecido como lançamento de bigorna ou tiro de bigorna) é a prática de disparar uma bigorna no ar utilizando pólvora.
É um passatempo comum nos Estados Unidos, surgido quando o uso de bigornas entrou em declínio na metalurgia. Já foi utilizado em celebrações, por vezes em substituição a uma salva de tiros. Um de tais eventos ocorreu quando o Texas se separou da União, antes da Guerra Civil Americana. Na ocasião, em 23 de fevereiro de 1861, o ranger do Texas e apoiador da União Thomas Lopton Campbell Jr. foi capturado e obrigado a disparar bigornas em celebração à secessão. Também tornou-se comum no dia de São Clemente, e em alguns locais, como New Westminster, segue ocorrendo tradicionalmente.

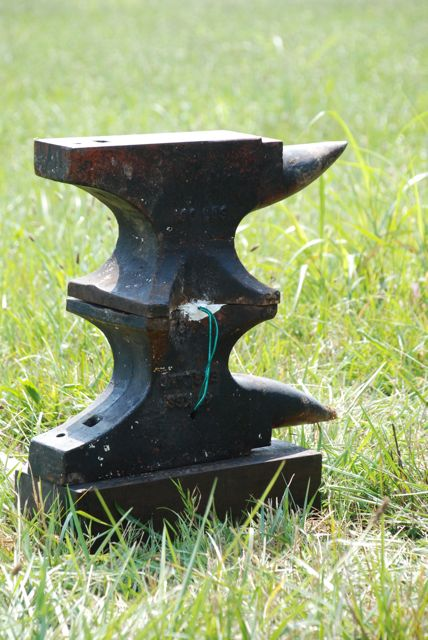
Bigorna preparada. A pólvora está em uma câmara entre as bigornas e o fuso.

## Método
Normalmente, duas bigornas são utilizadas: uma como a base virada para baixo, e a outra como o projétil ou voadora virada para cima sobre a base. Um método alternativo é colocar a bigorna da base virada para cima, e encher seu furo quadrado com pólvora negra. Um toro ou arruela é colocado sobre o furo, com espaço para o fuso ou uma trilha de pólvora, e a bigorna do projétil é colocada virada para baixo.
Uma técnica para disparar utilizando apenas uma única bigorna utiliza uma base de pedra. O espaço formado pela base côncava da bigorna é preenchido com pólvora negra. Os pós modernos de base dupla têm densidades de energia muito mais altas, o que os torna inadequados. Um fusível é projetado para fora, depois aceso, e a deflagração resultante envia a bigorna do projétil vários metros no ar.
Bigornas costumavam ser disparadas no Dia de São Clemente, para honrar o Papa Clemente I, o padroeiro dos ferreiros.

## Perigos
Os indivíduos podem ser esmagados pela queda de bigornas. A pólvora negra também pode inflamar-se prematuramente quando a bigorna superior é colocada. Como em qualquer caso onde um explosivo é confinado em todos os lados por metal, e os estilhaços também podem ser perigosos. Se uma bigorna danificada ou estruturalmente fraca for usada, a base da bigorna poderá quebrar durante a ignição.

## Física e química
A técnica depende do fato de que a pólvora negra é um explosivo deflagrante, que queima mais rapidamente sob pressão.